# Santa Ana (California)
Santa Ana è una città degli Stati Uniti d'America, nello Stato della California. È il capoluogo della contea di Orange.
Fondata nel 1869, Santa Ana fa parte dell'area metropolitana che comprende Los Angeles e Long Beach. Con poco meno di 4 700 abitanti per km², Santa Ana è la terza città più densamente popolata degli Stati Uniti dopo New York e San Francisco.
Santa Ana dà il nome alla Santa Ana Freeway (I-5), che attraversa la città. Inoltre, condivide il suo nome con i vicini Monti di Santa Ana e i venti di Santa Ana, che storicamente alimentano gli incendi stagionali che imperversano in tutta la California meridionale.
L'attuale Ufficio di Gestione e Bilancio (OMB) ha Santa Ana–Anaheim–Irvine come designazione metropolitana per l'Orange County.

## Storia
I membri delle tribù indiane dei Tongva e dei Juaneño/Luiseño hanno a lungo vissuto nella pianura che oggi ospita Santa Ana.
Dopo il 1769, il frate Junípero Serra battezzò l'area con il nome di Vallejo de Santa Ana (Valle di Sant'Anna in italiano). Nel 1776 il convento di San Juan Capistrano venne edificato nella vallata, che già all'epoca comprendeva gran parte dell'attuale Orange County.
Nel 1810, con l'inizio della guerra d'indipendenza messicana (1810–1821), il sergente delle truppe spagnole Jose Antonio Yorba ottenne come ricompensa per i suoi servigi degli appezzamenti di terra che chiamò Rancho Santiago de Santa Ana: tali appezzamenti comprendevano le aree in cui oggi sorgono le città di Olive, Orange, Irvine, Yorba Linda, Villa Park, Santa Ana, Tustin, Costa Mesa e El Modena.
Quando nel 1848 terminò la guerra messico-statunitense, la regione dell'Alta California divenne parte degli Stati Uniti d'America, e di conseguenza venne popolata da statunitensi.
Nel 1886, con i suoi 2 000 abitanti, Santa Ana divenne una città a tutti gli effetti, e nel 1889 divenne sede della neonata contea di Orange.
Nel 1906, le tranvie della Pacific Electric Railway provenienti da Los Angeles raggiunsero Santa Ana. Grazie al collegamento diretto con Los Angeles, la città conobbe un rapido incremento della popolazione. A inizio anni cinquanta le ferrovie vennero smantellate per fare posto alla Santa Ana Freeway, con un conseguente aumento del traffico automobilistico.
Durante la seconda guerra mondiale, la base aerea di Santa Ana venne costruita come centro di addestramento per i piloti delle truppe americane. La presenza di questa base fu responsabile del continuo aumento della popolazione di tutta l'Orange County, poiché molti veterani si trasferirono a vivere qui al termine del conflitto.

## Geografia e clima
Santa Ana è adagiata in una vallata nel sud della California, a 16 km dalla costa pacifica. A ovest della città scorre il fiume Santa Ana, che ha causato frequenti inondazioni nel XX secolo.
La città gode di un clima mediterraneo con inverni miti e piovosi ed estati secche e calde. In inverno le temperature medie di giorno vanno dai 15 °C ai 20 °C, mentre d'estate si va dai 27 °C a oltre i 32 °C. Il 14 giugno del 1917 si è registrato il caldo record in città con 44 °C, mentre il record negativo sono stati i −6 °C del 31 dicembre 1918.
Annualmente cadono su Santa Ana circa 356 mm di pioggia, gran parte dei quali tra novembre e aprile.

## Politica
Santa Ana è una delle poche città dell'Orange County in cui il Partito Democratico è stato più votato rispetto al Partito Repubblicano nelle elezioni presidenziali del 2008: Barack Obama ha ottenuto infatti il 65% delle preferenze contro il 35% del rivale John McCain.
L'attuale sindaco della città è Miguel A. Pulido, il primo sindaco di origini latine nella storia di Santa Ana.

## Infrastrutture e trasporti
Santa Ana è direttamente collegata con Los Angeles e con alcune località del vicino Messico.
Per quanto riguarda i trasporti ferroviari, Santa Ana è servita dall'Amtrak e dai treni suburbani della compagnia Metrolink.
Gli autobus della Greyhound sono invece il servizio di trasporti su gomma più diffuso in città.
Santa Ana è attraversata dall'omonima Freeway (I-5) e dispone di un aeroporto, il John Wayne Airport.

## Sport
Santa Ana è sede di alcune delle squadre collegiali di maggior successo degli Stati Uniti. La "Mater Dei High School" ha un'eccellente squadra di football, mentre il "Santa Ana College" ha una delle migliori squadre di calcio di tutta la California. Quest'ultimo college è anche conosciuto per la sua squadra di baseball.